# 크리스티앙 레들

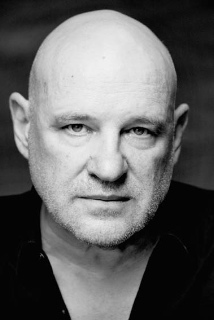

크리스티앙 레들(Christian Redl, 1948년 4월 20일 ~ )은 독일의 음악가, 연극 배우, 영화배우이다.
슐레스비히에서 태어났다.

## 영화
- 여교황 조안 (2009년)
- 크라바트 (2008년) - 에빌 소서러 역
- 트레져 아일랜드 (2007년) - 빌리 본즈 역
- 옐라 (2007년)
- 다운폴 (2004년) - 육군상급대장 알프레드 요들 장군 역
- 타투 (2002년)
- 레아 (1996년)
- 잠입자(영어판) (1995년)